# Гадири (село)
Гадири (чамал. Гьади) — село в Цумадинском районе Дагестана Российской Федерации. Административный центр Гадиринского сельсовета.

## Географическое положение
Село расположено на берегу реки Гадери, на расстоянии 5,5 км к северо-западу от села Агвали, административного центра района.

## Население
| 1869 | 1888 | 1895 | 1926 | 1939 | 1970 | 1989 |
| ---- | ---- | ---- | ---- | ---- | ---- | ---- |
| 405  | ↗479 | ↗547 | ↘522 | ↘345 | ↗619 | ↘397 |
| 2002 | 2003 | 2004 | 2007 | 2010 | 2021 |      |
| ↘322 | ↗327 | ↗357 | ↗385 | ↗416 | ↗528 |      |

Национальный состав
Население села — чамалинцы. 

## Известные уроженцы
- Лабазанов, Магомед Насибович (1890—2012) — российский долгожитель.